# VXI

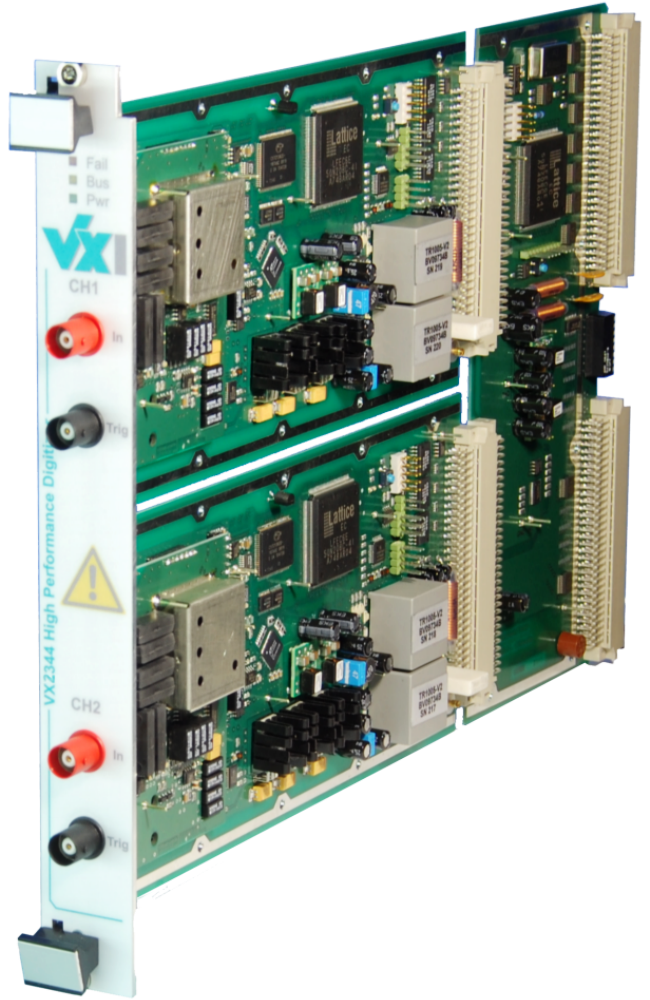
Maquinari VCIbus

Les extensions VME per a bus d'instrumentació (bus VXI) fan referència als estàndards per a proves automatitzades basades en VMEbus. VXI defineix línies de bus addicionals per a la sincronització i el desencadenament, així com requisits mecànics i protocols estàndard per a la configuració, la comunicació basada en missatges, l'extensió multixassís i altres característiques. El 2004, es va afegir l'extensió 2eVME a l'especificació del bus VXI, donant-li una velocitat de dades màxima de 160 MB/s.
El component bàsic d'un sistema VXI és el mainframe o xassís. Això conté fins a 13 ranures on es poden afegir diversos mòduls (instruments). El mainframe també conté tots els requisits de font d'alimentació per al rack i els instruments que conté. Els instruments en forma de mòduls VXI s'adapten a les ranures del rack. Els mòduls de bus VXI solen tenir una alçada de 6U (vegeu Eurocard) i són de mida C (a diferència dels mòduls de bus VME, que solen ser de mida B). Per tant, és possible configurar un sistema per satisfer un requisit concret seleccionant els instruments necessaris.
L'arquitectura bàsica del sistema d'instruments es descriu a la patent nord-americana 4.707.834. Aquesta patent va ser llicenciada gratuïtament per Tektronix al Consorci VXIbus. El VXIbus va sorgir de l'especificació de bus VME i va ser establert el 1987 per Hewlett Packard (ara Keysight Technologies), Racal Instruments (ara Astronics Test Systems), Colorado Data Systems, Wavetek i Tektronix. VXI està promogut pel Consorci VXIbus, els membres patrocinadors del qual són actualment (per ordre alfabètic) Astronics Test Systems (anteriorment Racal Instruments), Bustec, Keysight Technologies, National Instruments, Teradyne i VTI Instruments (anteriorment conegut com a VXI Technology). ZTEC Instruments] és un membre executiu participant. El mercat principal de VXI són els sistemes de prova automàtica militar i d'aviònica.
La VXI plug&play Alliance va especificar estàndards addicionals d'interoperabilitat de maquinari i programari, com ara la Virtual Instrument Software Architecture (VISA), tot i que l'aliança finalment es va fusionar amb la IVI Foundation. El programari d'aplicació que admet controladors d'instruments VXI plug&play per controlar instruments inclou LabVIEW i MATLAB.